# Cavriana

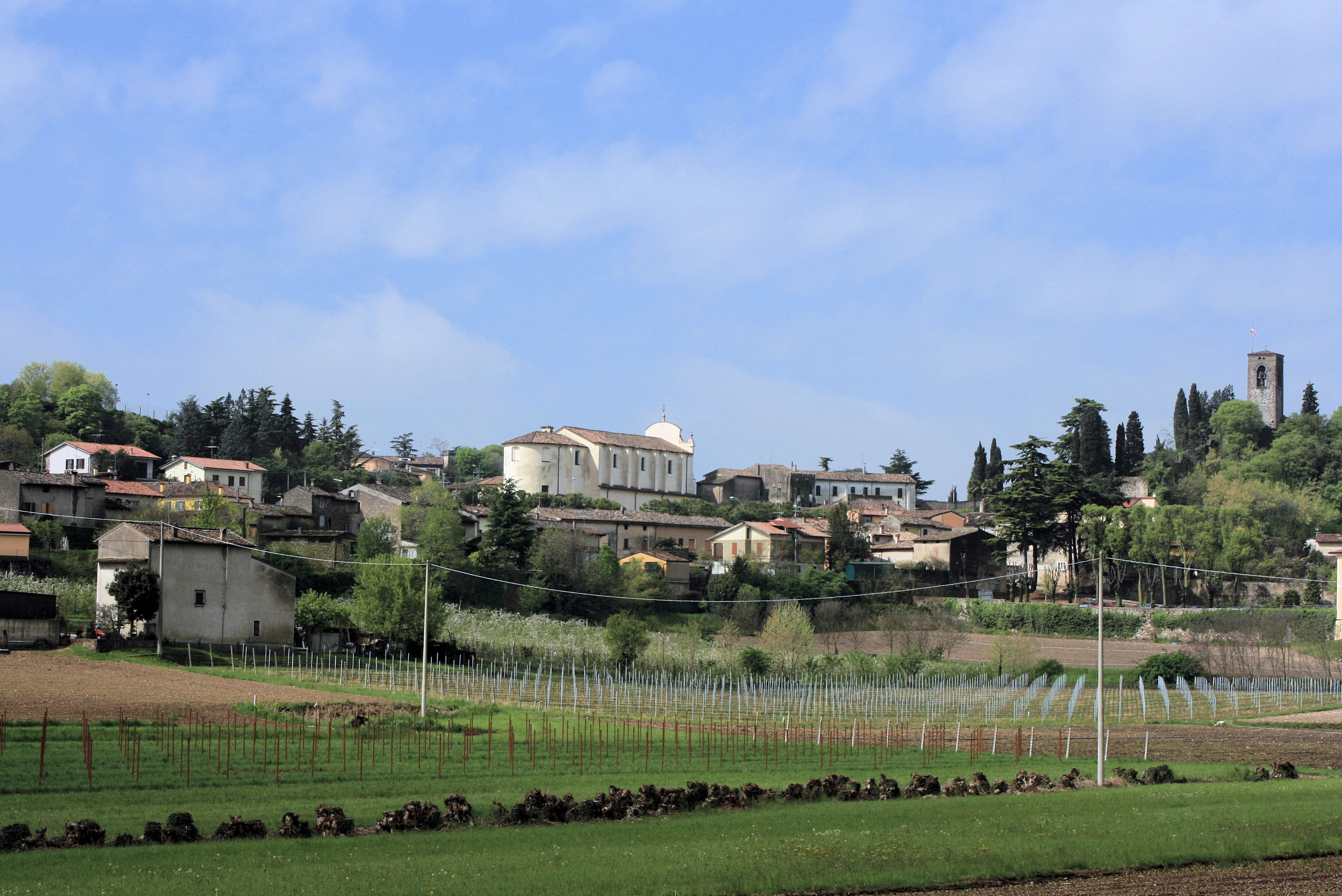
El pueblo de Cavriana.

Cavriana es un pueblo italiano en la provincia de Mantua. Tiene 3668 habitantes (datos de 2001).

## Historia
Él está encima de los cerros del Lago de Garda. Tiene mucha importancia por la historia del Ducado de Mantua y de los Duques Gonzaga, que elegiron este pueblo como residencia de verano en el Renacimiento italiano. Ahora, podemos mirar el castillo y Villa Mirra, importante edificio donde muchas personas importantes han vivido en la Historia, como Napoleón III y Garibaldi.

## Evolución demográfica
| Gráfica de evolución demográfica de Cavriana entre 1861 y 2001 |
|                                                                |
| Fuente ISTAT - elaboración gráfica de Wikipedia                |

- Datos: Q42321
- Multimedia: Cavriana / Q42321

1. ↑  Worldpostalcodes.org, código postal n.º 46040.
2. ↑  «Codici Catastali». Comuni-italiani.it (en italiano). Consultado el 29 de abril de 2017.